# 俺たちの勲章 (サウンドトラック)
『俺たちの勲章』（おれたちのくんしょう）は、松田優作、中村雅俊主演の日本テレビ系刑事ドラマ『俺たちの勲章』のサウンドトラックである。演奏はすべてトランザム。

## シングル

### 解説
1975年4月10日に、東宝レコードから発売された。
後に、トランザムのシングルとして歌詞ありの「あゝ青春」のタイトルでシングル化している。また作曲した吉田拓郎（かぐや姫とのジョイントコンサート『吉田拓郎ライブ コンサート・イン・つま恋'75』の一番目の演奏曲が、トランザム演奏の「あゝ青春」だった）や、中村雅俊もカバーしている。

### 収録曲
すべて、作曲：吉田拓郎、編曲：チト河内

#### SIDE-A
1. 俺たちの勲章 –  (3:14)

#### SIDE-B
1. 「挑戦」のテーマ –  (2:47)

## 劇中挿入歌
- 『いつか街で会ったなら』中村雅俊

## 俺たちの勲章／太陽にほえろ！ オリジナル・サウンド・トラック主題曲集

### 解説
『俺たちの勲章／太陽にほえろ！テレビ主題曲集』として、刑事ドラマ『俺たちの勲章』と『太陽にほえろ！』の片面ずつのサウンドトラック盤として、東宝レコードから1975年5月25日に規格品番AX-8024で発売された。

### 収録曲

#### SIDE-A＜俺たちの勲章＞
※　演奏はトランザムで、作曲（注記以外）・編曲ともにすべてチト河内。
1. 俺たちの勲章テーマⅠ  –  (3:14)
  - 作曲：吉田拓郎
2. 追撃のテーマ  –  (1:01)
3. 尾行のテーマ  –  (1:58)
4. 攻撃のテーマ  –  (1:28)
5. 友情のテーマ  –  (1:18)
  - 作曲：吉田拓郎
6. 躍動のテーマ  –  (1:01)
7. 孤独のテーマ  –  (1:05)
8. 恋人のテーマ  –  (1:20)
  - 作曲：吉田拓郎
9. 俺たちの勲章テーマⅡ  –  (1:45)
  - 作曲：吉田拓郎
10. 挑戦のテーマ  –  (2:47)
  - 作曲：吉田拓郎

SIDE-B＜太陽にほえろ！＞
※　演奏は井上堯之バンドで、作曲・編曲（注記以外）ともにすべて大野克夫。
1. 太陽にほえろのテーマ  –  (1:50)
2. 青春のテーマ(I)  –  (2:00)
3. 行動のテーマ  –  (1:40)
4. 青春のテーマ(II)  –  (2:43)
  - 作曲・編曲：神保正明
5. 情熱のテーマ(I)  –  (2:08)
6. 追跡のテーマ  –  (1:41)
7. 希望のテーマ  –  (1:49)
8. 愛のテーマ  –  (1:22)
9. 情熱のテーマ(II)  –  (2:20)

## 俺たちの勲章 ミュージックファイル

### 解説
『伝説のアクションドラマ音楽全集　俺たちの勲章 MUSIC FILE』として、バップレコードから規格品番VPCD-80477にてCDで1992年11月1日に発売された。
1975年に発売した『テレビ主題曲集 俺たちの勲章』音源に、マスターテープ未発見楽曲（制作スケジュールギリギリまでマスターテープを探したがみつからず、やむなくフィルムの音声からセリフに極力かからない部分を抜粋）を足してアルバム化したもの。

### 収録曲
作曲は注記以外すべてチト河内で、編曲はすべてチト河内。
＜東宝レコード復刻音源＞
1. 「俺たちの勲章」のテーマ(Ⅰ)  –  (3:14)
  - 作曲：吉田拓郎
2. 「追撃」のテーマ  –  (1:01)
3. 「尾行」のテーマ  –  (1:58)
4. 「攻撃」のテーマ  –  (1:28)
5. 「友情」のテーマ  –  (1:18)
  - 作曲：吉田拓郎
6. 「躍動」のテーマ  –  (1:01)
7. 「孤独」のテーマ  –  (1:05)
8. 「恋人」のテーマ  –  (1:20)
  - 作曲：吉田拓郎
9. 「俺たちの勲章」のテーマ(Ⅱ)  –  (1:45)
  - 作曲：吉田拓郎
10. 「挑戦」のテーマ  –  (2:47)
  - 作曲：吉田拓郎

＜マスターテープ未発見楽曲　フィルム抜粋＞
1. 「俺たちの勲章」のテーマ（TVバージョン）
  - 作曲：吉田拓郎
2. 第1話「射殺」より
  - A. 「挑戦」のテーマ別テイク  –  (1:29)
    - 作曲：吉田拓郎

  - B. 「俺たちの勲章」のテーマ別テイク
    - 作曲：吉田拓郎

  - C. ブリッジ
  - D. 「俺たちの勲章」のテーマ別テイク
    - 作曲：吉田拓郎
3. 第5話「人質」より
4. 第6話「撃て！アラシ」より
  - A. いつか街で会ったなら（インスト）
    - 作曲：吉田拓郎

  - B. BGM-1
  - C. 「俺たちの勲章」のテーマ別テイク
    - 作曲：吉田拓郎
5. 第7話「陽のあたる家」より
  - A. 「挑戦」のテーマ（バラードバージョン）
    - 作曲：吉田拓郎

  - B. ブリッジ
  - C. BGM-1
  - D. BGM-2
  - E. 「俺たちの勲章」のテーマ別テイク
6. 第11話「鞄を持った女」より
  - A. BGM-1
  - B. 「俺たちの勲章」のテーマ別テイク
    - 作曲：吉田拓郎

  - C. 「孤独」のテーマ別テイク
  - D. BGM-2
  - E. 「孤独」のテーマ別テイク
  - F. BGM-2
  - G. いつか街で会ったなら（インスト）
    - 作曲：吉田拓郎

  - H. 「俺たちの勲章」のテーマ別テイク
    - 作曲：吉田拓郎
7. 第12話「海を撃った日」より
  - A. ブリッジ
  - B. 「挑戦」のテーマ別テイク
    - 作曲：吉田拓郎

  - C. BGM-1
  - D. 「俺たちの勲章」のテーマ別テイク
    - 作曲：吉田拓郎

  - E. 「さすらいの時代」（インスト）
    - 作曲：吉田拓郎
8. 第17話「子守唄」より
  - A. サブタイトル
  - B. 「俺たちの勲章」のテーマ別テイク
    - 作曲：吉田拓郎

  - C. BGM-1
  - D. 「挑戦」のテーマ別テイク
    - 作曲：吉田拓郎

  - E. BGM-2
9. 第18話「狂乱のロック」より
  - A. BGM-1
  - B. 「挑戦」のテーマ別テイク
    - 作曲：吉田拓郎

  - C. 「孤独」のテーマ別テイク
  - D. 「俺たちの勲章」のテーマ別テイク  –  (0:58)
    - 作曲：吉田拓郎
10. 第19話「わかれ」より
  - A. サブタイトル
  - B. 「いつか街で会ったなら」インスト
    - 作曲：吉田拓郎

### CD制作スタッフ
- 企画、構成、解説 –  高嶋幹雄
- 音源提供 –  東宝音楽出版、日本テレビ音楽
- マテリアル・コーディネート –  大石稀哉（東宝音楽出版）、高橋二郎
- ディレクター –  遠山高幸
- アシスタント・ディレクター –  坂下尚美
- マスター編集 –  佐藤陽一
- セールス・プロモーション –  植田泰夫
- ジャケット&インナー・デザイン –  アートワークス

## 俺たちの祭 + 俺たちの勲章 オリジナル･サウンド･トラック

### 解説
テイチクエンタテインメントから、『「俺たちの祭」+「俺たちの勲章」 オリジナル･サウンド･トラック』として、規格品番TECN-25956にてCDで発売された。
1992年に発売したアルバム『伝説のアクションドラマ音楽全集　俺たちの勲章 ミュージックファイル』に未収録曲＋トランザムがシングルとして発売した「あゝ青春」の短縮バージョンを足して、「俺たちの祭」の楽曲と合わせてアルバム化したもの。

### 収録曲
作曲は注記以外すべてチト河内で、編曲はすべてチト河内。
「俺たちの祭」
1. 俺たちの祭
2. 私の心は歌えない
3. 朝の光がまぶしいとき
4. ただひたすらに
5. 時をひらくと
6. 酒と泪と男と女
7. 瞳をひらくと
8. 別れの時
9. ただこの時だけを

「俺たちの勲章」
1. 俺たちの勲章テーマⅠ  –  (3:14)
  - 作曲：吉田拓郎
2. 追撃のテーマ  –  (1:01)
3. 尾行のテーマ  –  (1:58)
4. 攻撃のテーマ  –  (1:28)
5. 友情のテーマ  –  (1:18)
  - 作曲：吉田拓郎
6. 躍動のテーマ  –  (1:01)
7. 孤独のテーマ  –  (1:05)
8. 恋人のテーマ  –  (1:20)
  - 作曲：吉田拓郎
9. 俺たちの勲章テーマⅡ  –  (1:45)
  - 作曲：吉田拓郎
10. 「挑戦」のテーマ  –  (2:49)
  - 作曲：吉田拓郎
11. やすらぎのテーマ  –  (1:12)
12. さすらいのテーマ  –  (1:18)
  - 作曲：吉田拓郎
13. 不安のテーマ  –  (1:14)
14. 挫折のテーマ  –  (0:57)
15. 出会いのテーマ  –  (1:37)
  - 作曲：吉田拓郎
16. 友情のテーマⅡ  –  (1:29)
  - 作曲：吉田拓郎
17. あゝ青春  –  (1:29)
  - 作曲：吉田拓郎
  - トランザムのシングル化音源の短縮バージョン。

## 俺たちの勲章MUSIC FILE -Digest Edition-

### 解説
2004年に発売したアルバム『「俺たちの祭」+「俺たちの勲章」 オリジナル･サウンド･トラック』に1992年に発売した『俺たちの勲章 ミュージックファイル』から2曲を足して、配信限定でアルバム化したもの。

### 収録曲
作曲は注記以外すべてチト河内で、編曲はすべてチト河内。
1. 俺たちの勲章テーマⅠ  –  (3:14)
  - 作曲：吉田拓郎
2. 追撃のテーマ  –  (1:01)
3. 尾行のテーマ  –  (1:58)
4. 攻撃のテーマ  –  (1:28)
5. 友情のテーマ  –  (1:18)
  - 作曲：吉田拓郎
6. 躍動のテーマ  –  (1:01)
7. 孤独のテーマ  –  (1:05)
8. 恋人のテーマ  –  (1:20)
  - 作曲：吉田拓郎
9. 俺たちの勲章テーマⅡ  –  (1:45)
  - 作曲：吉田拓郎
10. 「挑戦」のテーマ  –  (2:49)
  - 作曲：吉田拓郎
11. やすらぎのテーマ  –  (1:12)
12. さすらいのテーマ  –  (1:18)
  - 作曲：吉田拓郎
13. 不安のテーマ  –  (1:14)
14. 挫折のテーマ  –  (0:57)
15. 出会いのテーマ  –  (1:37)
  - 作曲：吉田拓郎
16. 友情のテーマⅡ  –  (1:29)
  - 作曲：吉田拓郎
17. 「挑戦」のテーマ別テイク (第1話「射殺」より)  –  (1:29)
  - 作曲：吉田拓郎
18. 「俺たちの勲章」のテーマ別テイク (第19話「狂乱のロック」より)  –  (0:58)
  - 作曲：吉田拓郎